# Терехов, Сергей Анатольевич
Сергей Анатольевич Терехов (эст. Sergei Terehhov, 18 апреля 1975, Пярну, Эстонская ССР) — эстонский футболист, полузащитник. Выступал за сборную Эстонии. Занимал должность главного тренера клуба «Нымме Калью» до сентября 2015 года.

## Карьера
До 1999 года выступал за эстонские клубы, в 2000—2002 — за норвежский «Бранн», в 2002—2004 — за финский клуб «Хака». В 2005—2006 годах был в составе российского «Шинника», в Премьер-лиге провёл в 2005 году 7 матчей, за два сезона отыграл за дублирующую команду 27 матчей, забил 3 гола. В августе 2006 перешёл в финскую команду «Хонка», а в 2007 году вернулся в Эстонию, где сезон отыграл за таллинский клуб «ТФМК». С 2009 по 2013 год играл за другой местный клуб «Нымме Калью». По окончании сезона 2013 года завершил профессиональную карьеру, но ещё несколько лет играл за резервные команды «Нымме Калью».
В высшей лиге Эстонии сыграл 301 матч и забил 51 гол.
В период с 1997—2007 год провёл 94 матчей и забил 5 мячей за сборную Эстонии.

### Тренера
С начала футбольного сезона 2014 года был спортивным директором эстонского футбольного клуба «Нымме Калью», а в декабре занял должность главного тренера. В сентябре 2015 года стало известно, что он ушёл с поста главного тренера, но остался в клубе. С 2021 года входит в тренерский штаб таллиннского клуба Легион.
В конце 2022 года стало известно, что Сергей Терехов возглавил команду «Нарва-Транс». В августе 2023 года контракт был расторгнут.

## Достижения

### Футболиста
Хака
- Чемпион Финляндии: 2004
- Обладатель Кубок Финляндии: 2002

Нымме Калью
- Чемпион Эстонии: 2012
- Серебряный призёр Чемпионата Эстонии: 2011, 2013
- Финалист Кубка Эстонии: 2012/13

### Тренера
Нарва-Транс
- Обладатель Кубка Эстонии: 2022/23.